# Place Beauvau
Pour les articles homonymes, voir Beauvau.
La place Beauvau est une place située dans le quartier de la Madeleine du 8e arrondissement de Paris.
Par métonymie, la Place Beauvau désigne le ministère de l’Intérieur, qui est installé à l'hôtel de Beauvau.

## Situation et accès
La place est située à l’intersection de la rue du Faubourg-Saint-Honoré, de l’avenue de Marigny et de la rue de Miromesnil. Elle est située à quelques pas seulement du palais de l'Élysée, résidence officielle et bureau du président de la République.
Le quartier est desservi par les lignes de métro 9 et 13 à la station Miromesnil.

## Origine du nom
Cette place doit son nom à l'hôtel Beauvau devant lequel elle est située.
Par métonymie, l'expression « la Place Beauvau » est fréquemment employée par les médias français pour désigner le ministère de l'Intérieur, car le bloc d'immeubles situé au nord de la place abrite différents services de ce ministère.

## Historique

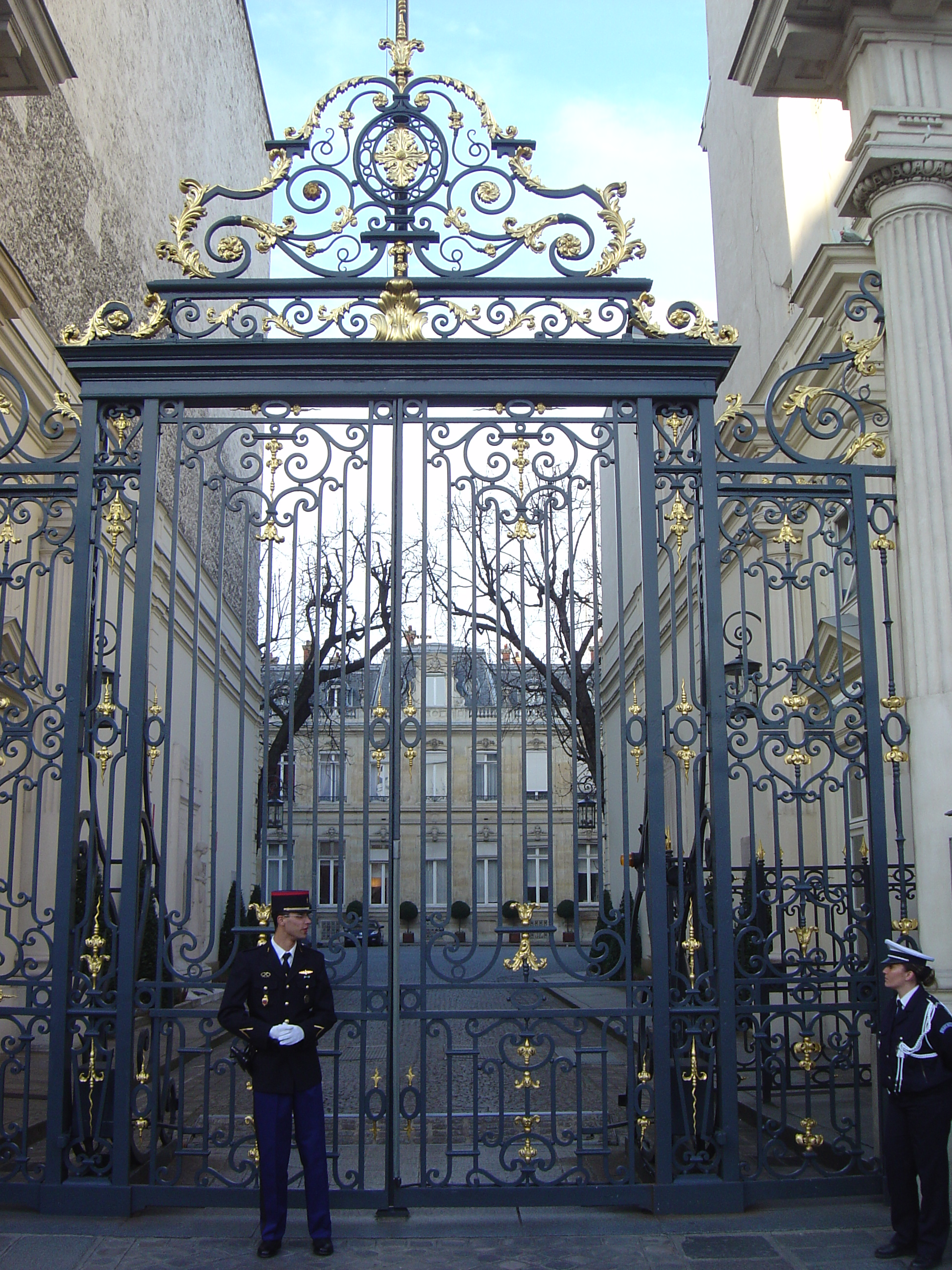
L'entrée de l'hôtel de Beauvau.

La place est essentiellement connue pour l'hôtel de Beauvau, construit par l'architecte Nicolas Le Camus de Mézières vers 1770 pour le prince Charles Juste de Beauvau-Craon.
Il abrite notamment le ministère de l’Intérieur depuis 1861.
En 1879, un double assassinat est commis dans la pharmacie alors située sur la place.  
La place est envahie à plusieurs reprises par des manifestants, comme en mars 1883 lors de la manifestation dite des sans-travail, et en février 1934 lors des émeutes des ligues d’extrême droite,.

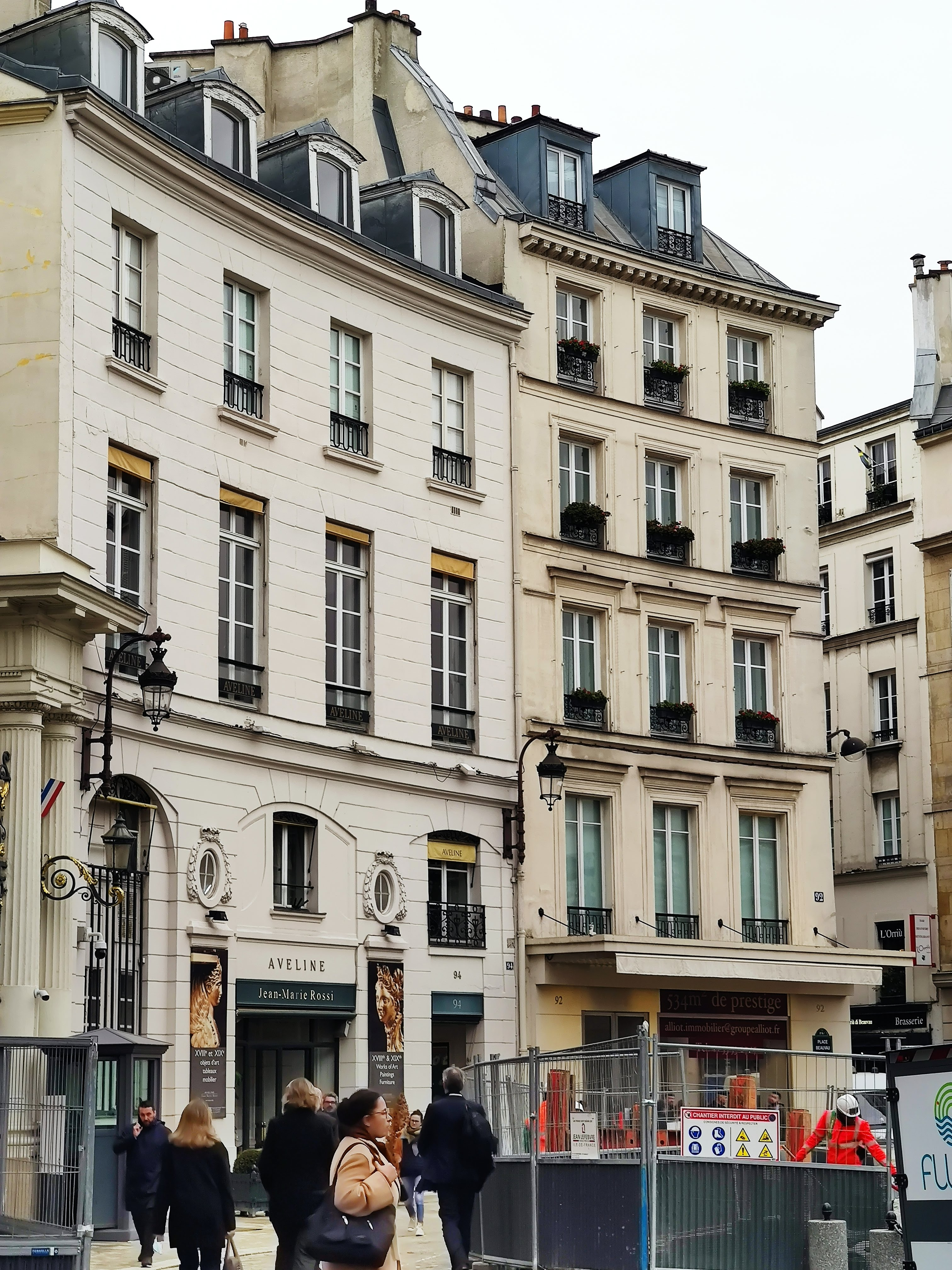
Nos 94 et 92.
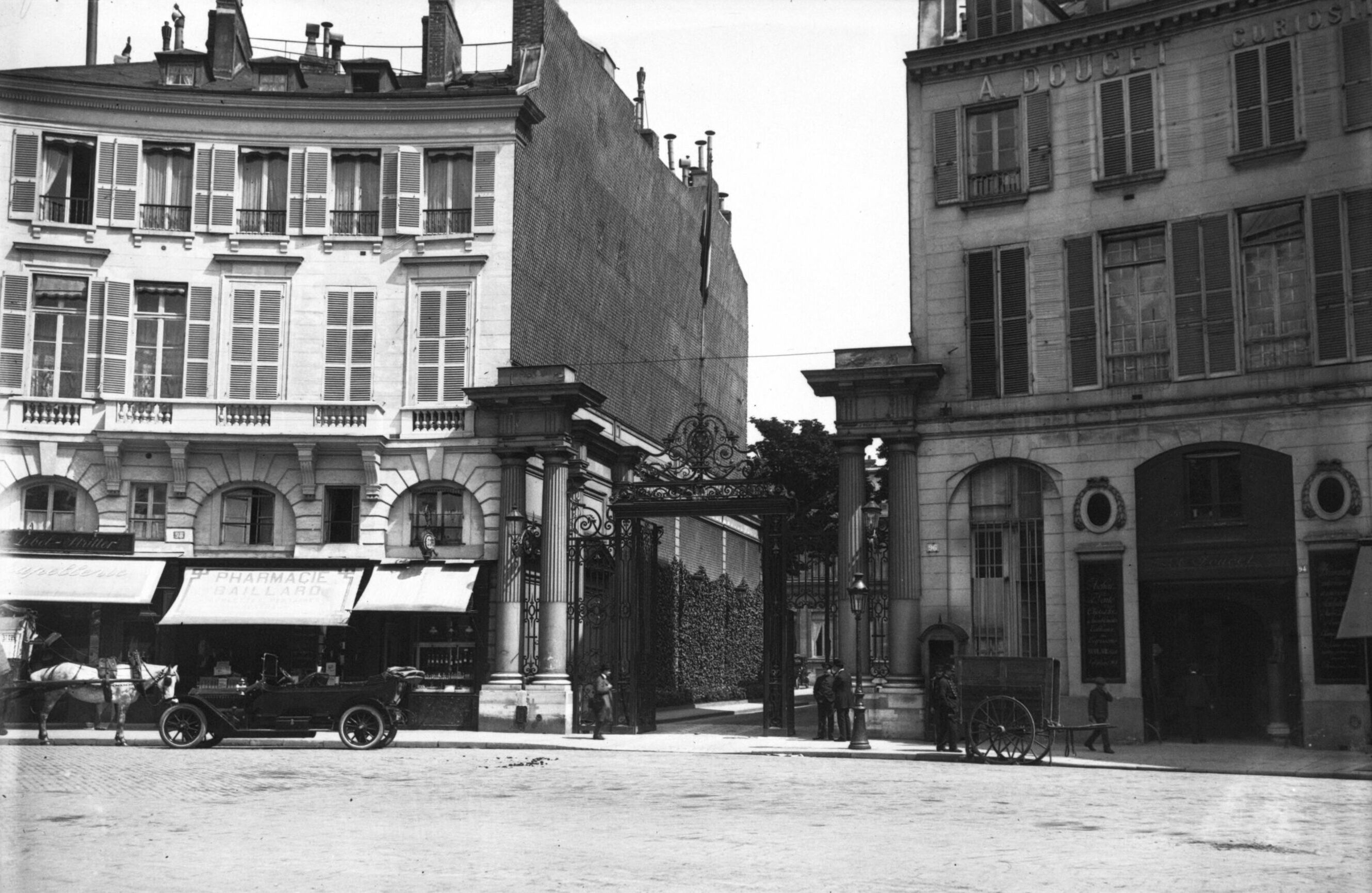
Nos 98 et 96.
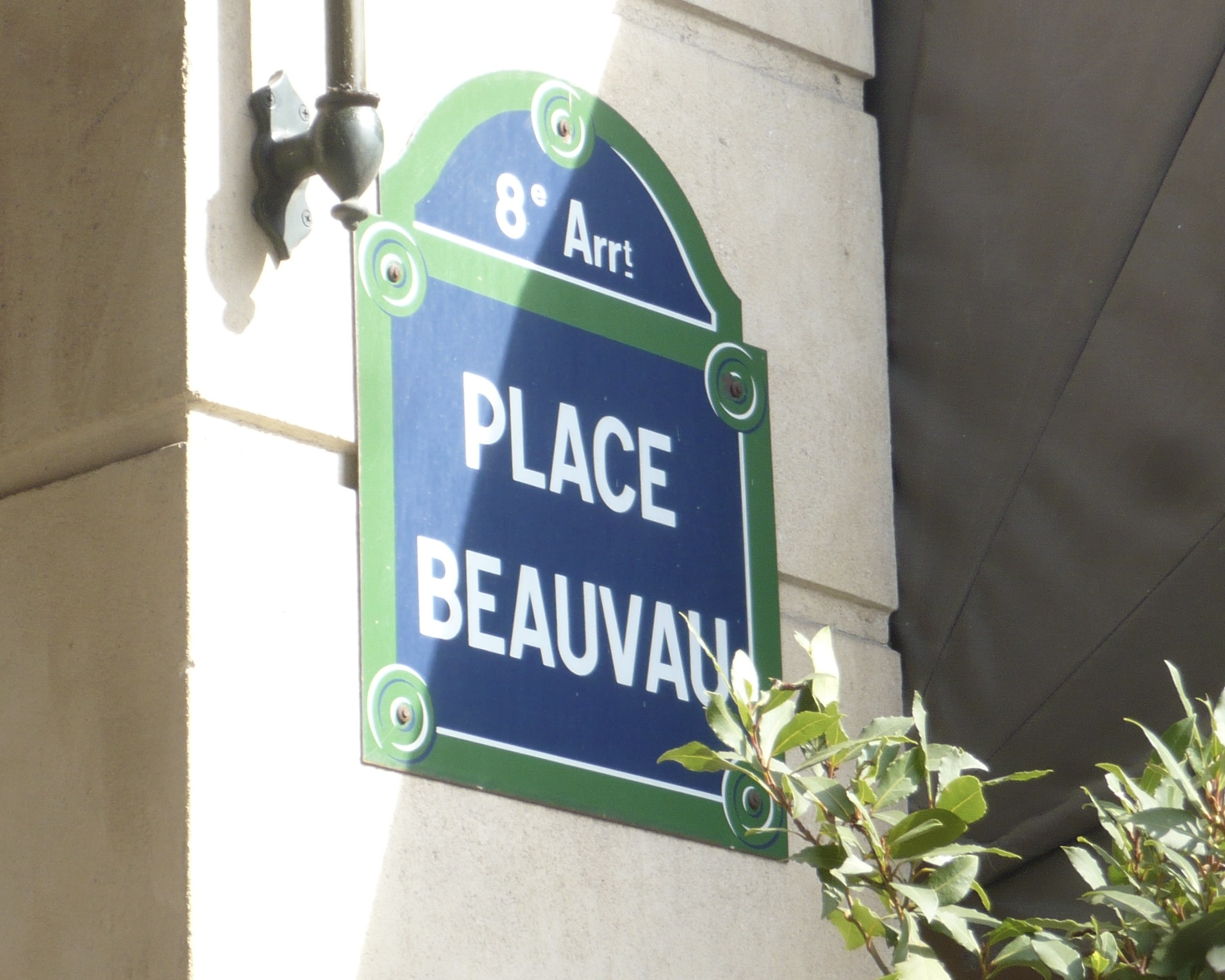
Une plaque de la place Beauvau.

## Bâtiments remarquables et lieux de mémoire

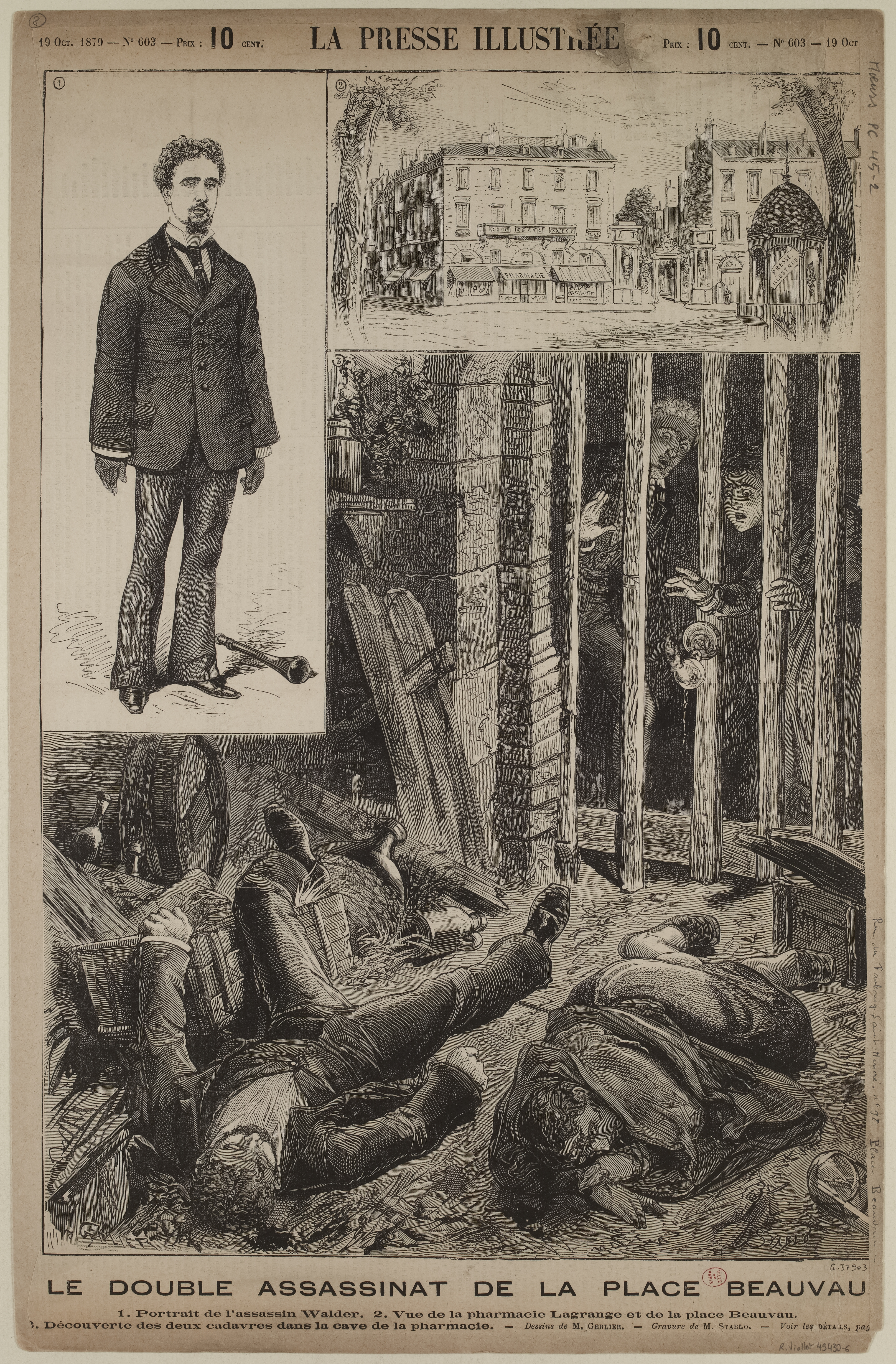
Le double assassinat de la place Beauvau, La Presse illustrée, 19 octobre 1879.

- No 88 : la femme du monde et salonnière Aimée de Coigny (1769-1820) occupe un appartement à cette adresse à la fin de sa vie, qu’elle loue 1 800 francs et où elle est victime d’un incendie qui « détruit ou endommage ces restes de luxe et d’art qui défendaient, de leur élégant et frêle rempart, la grande dame contre les vulgarités de la vie pauvre »[8],[9].

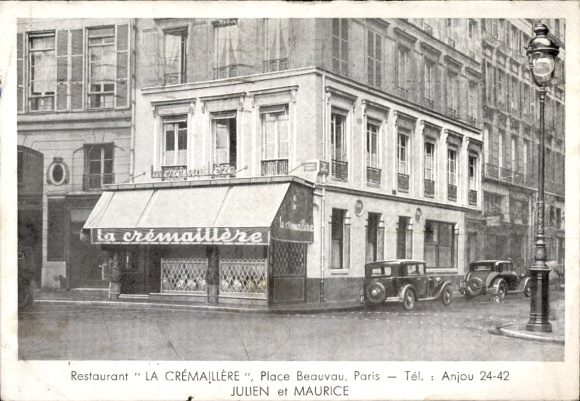
La Crémaillère, place Beauveau.

- No 92 (rue du Faubourg-Saint-Honoré, place Beauvau) : en 1926 se trouve à cette adresse le restaurant Le Beauvau, ayant pour spécialité culinaire les rognons[10], remplacé dans les années 1930 par le restaurant La Crémaillère ; le bâtiment accueille par la suite des boutiques éphémères de haute couture, Prada en 2009[11], Valentino en 2013[12].
- No 94 : galerie Aveline, spécialisée dans le mobilier du XVIIIe siècle et du XIXe siècle. En 1999, l’antiquaire Jean-Marie Rossi (1930-2021) y installe sa galerie dans un espace de 700 m2[13]. À ce même emplacement se trouve dans les années 1950 la galerie Doucet[14].
- No 96 : hôtel de Beauvau, siège du ministère français de l'Intérieur.
- No 98 : ancien hôtel d'Orgemont[15]. En 1879, il est le théâtre d’un double assassinat sur les personnes d’un pharmacien et de sa bonne ; le rez-de-chaussée est alors occupé par trois magasins : une boutique de curiosités, une pharmacie et un salon de coiffure[3]. L'hôtel est remplacé par un nouveau bâtiment dans les années 1915[16]. Aujourd’hui, on y trouve une galerie de peinture et de sculpture fondée en 1965, la galerie de Souzy, et un magasin d’antiquités créé en 1987, la galerie Perrin.